# Chelsea Disseldorp
Chelsea Disseldorp (Voorburg, 26 juli 1992) is een Nederlands voetballer. Zij behoorde van 2012 tot mei 2013 tot de speelsters van het FC Utrecht dat in 2007 toetrad tot de Eredivisie voor vrouwen. Na studies in Utrecht en Amsterdam werkte ze bij KPMG en Feyenoord.

## Statistieken
| Seizoen | Club      | Land      | Competitie | Wedstrijden | Doelpunten |
| ------- | --------- | --------- | ---------- | ----------- | ---------- |
| 2010/11 | FC Zwolle | Nederland | Eredivisie | 21          | 0          |
| 2011/12 | FC Zwolle | Nederland | Eredivisie | 1           | 0          |
| Totaal  | Totaal    | Totaal    | Totaal     | 22          | 0          |